# Anton Schäfer
Anton Schäfer (12. srpna 1868 Kristiánov u Frýdlantu – 24. listopadu 1945 Liberec) ,byl československý politik německé národnosti a meziválečný poslanec Národního shromáždění za Německou sociálně demokratickou stranu dělnickou v ČSR.

## Biografie
Politicky aktivní byl již za Rakouska-Uherska. Byl předsedou Svazu pracovníků v porcelánovém a keramickém průmyslu Rakouska. Po roce 1919 byl členem Ústřední odborové komise v Liberci.
Ve volbách do Říšské rady roku 1907 se stal jako člen Sociálně demokratické strany Rakouska poslancem Říšské rady (celostátní parlament), kam byl zvolen za okrsek Čechy 103. Usedl do poslanecké frakce Klub německých sociálních demokratů. Opětovně byl zvolen za týž obvod i ve volbách do Říšské rady roku 1911 a ve vídeňském parlamentu setrval do zániku monarchie.
V parlamentních volbách v roce 1920 byl zvolen za Německou sociálně demokratickou stranu dělnickou v ČSR do československého Národního shromáždění. Mandát obhájil v parlamentních volbách v roce 1925, parlamentních volbách v roce 1929 a parlamentních volbách v roce 1935. Na poslanecké křeslo rezignoval v lednu 1936. Na jeho místo usedl Franz Krejčí.
Profesí byl redaktorem. Podle údajů z roku 1935 bydlel v Liberci.